# Новий Чультем
Новий Чульте́м (рос. Новый Чультем) — присілок в Зав'яловському районі Удмуртії, Росія.
Знаходиться на правому березі річки Чультемка, на південній околиці Іжевська, обабіч автодороги Р322 Іжевськ-Сарапул. З Іжевськом з'єднане декількома автобусними маршрутами.

## Населення
Населення — 101 особа (2010; 68 в 2002).
Національний склад станом на 2002 рік:
- удмурти — 52 %
- росіяни — 41 %

## Урбаноніми[3]
- вулиці — Дачна, Молодіжна, Письменника Самсонова, Центральна